# Доберазені
Доберазені (груз. დობერაზენი) — село в Грузії.
За даними перепису населення 2014 року в селі проживає 217 особи.